# Новые Ишлы
Новые Ишлы (баш. Яңы Ишле) — село в Миякинском районе Башкортостана, входит в состав Качегановского сельсовета.

## Население
| 2002 | 2009 | 2010 |
| ---- | ---- | ---- |
| 563  | ↘540 | ↘467 |

Национальный состав
Согласно переписи 2002 года, преобладающие национальности — татары (72 %), башкиры (27 %).

Согласно переписи 1920 года, в селе Ново-Ишлы проживало 1480  татар и 18 русских.

## Географическое положение
В километре от села  р. Курманай впадает в р. Уязы.
Расстояние до:
- районного центра (Киргиз-Мияки): 18 км,
- центра сельсовета (Качеганово): 3 км,
- ближайшей ж/д станции (Аксёново): 61 км.

## История
В «Списке населенных мест по сведениям 1870 года», изданном в 1877 году, населённый пункт упомянут как деревня Новые Ишлы 1-го стана Белебеевского уезда Уфимской губернии. Располагалась при речках Уязы, Селенее и Курманае, вправо от реки Демы, в 80 верстах от уездного города Белебея и в 24 верстах от становой квартиры в деревне Менеуз-Тамак. В деревне, в 144 дворах жили 918 человек (477 мужчин и 441 женщина, тептяри), были мечеть, училище, 3 мутовочные мельницы. Жители занимались плотничеством и пилкой леса.

## Известные люди
- Хафизова, Расиха Сафаргалеевна (29 октября 1942 года) — заслуженный работник культуры Республики Башкортостан (1996 год), награждена медалью «За трудовую доблесть» (1970 ), двумя орденами «Знак Почёта» (1976, 1981). Бывший засемтитель председателя Стерлитамакского районного Совета народных депутатов.